# Faserland
Faserland ist der 1995 im Verlag Kiepenheuer & Witsch erschienene Debütroman des 1966 geborenen Schweizer Schriftstellers Christian Kracht. Von der Kritik zunächst eher zurückhaltend aufgenommen, zählt der Roman heute zu den bekanntesten deutschsprachigen literarischen Texten der 1990er-Jahre. Laut Christian Kracht ist Faserland der erste Teil eines Triptychons, bestehend aus den Romanen Faserland, 1979 und Ich werde hier sein im Sonnenschein und im Schatten.
Faserland wurde bislang (Stand: 2019) ins Russische, Französische, Ukrainische, Japanische, Koreanische, Hebräische, Lettische, Schwedische und Litauische übersetzt. Der 2021 erschienene autofiktionale Roman Eurotrash erwähnt am Anfang die Autorschaft des Protagonisten an Faserland.

## Inhalt
Der Roman erzählt die Geschichte einer Reise. Der Ich-Erzähler ist ein namenloser Endzwanziger und der Sohn einer reichen Familie, der von Nord nach Süd durch Deutschland und weiter in die Schweiz fährt bzw. fliegt. Dabei ist er mehr Zuschauer als Teilnehmer der geschilderten Ereignisse.
Von Sylt aus erreicht er nach Aufenthalten in Hamburg, Frankfurt, Heidelberg, München und Meersburg am Bodensee schließlich Zürich. An jedem dieser Orte erlebt er exzessive Alkohol-, Drogen- und Sexpartys, die von den Teilnehmern nicht mehr als positive Erlebnisse erfahren werden, sondern lediglich Ausdruck ihrer Hoffnungslosigkeit sind. Der Protagonist beobachtet die Dekadenz seiner Generation – am ausführlichsten veranschaulicht am Beispiel eines wohlhabenden Jugendfreundes, der in der Villa seiner Eltern am Bodensee eine Luxusparty veranstaltet und anschließend Suizid begeht – und registriert, während er gleichzeitig eigene Kindheitserinnerungen reflektiert, auch seinen persönlichen Niedergang.
Der Roman ist in acht namenlose Kapitel gegliedert.

### Kapitel 1
Der Ich-Erzähler trifft am nördlichsten Punkt Sylts seine alte Bekannte Karin, die er noch aus seiner Schulzeit am Internat Salem, einer exklusiven Privatschule am Bodensee, kennt. Er wirkt abwesend, denn während Karin ihm viel erzählt, hört er ihr nicht zu. Während des eher einseitigen Gesprächs wird deutlich, dass der Ich-Erzähler und seine Bekanntschaft in reicheren Verhältnissen leben.
Auf dem Weg nach Kampen halten sie am Strand, um Karins Freunde Anne und Sergio abzuholen. Nach ausgiebigem Champagnertrinken im „Odin“ verlassen Karin und der Erzähler die Bar und fahren zum Strand. Nachdem sie sich dort geküsst haben, möchte Karin ihn am nächsten Abend wiedersehen, obwohl er zu dieser Zeit schon abgereist sein wird. Als Karin gegangen ist, beschließt der Ich-Erzähler, nicht mehr nach Sylt zu reisen.

### Kapitel 2
Der Ich-Erzähler befindet sich nach seiner Abreise von Sylt im Zug nach Hamburg-Altona. Dort konsumiert er fünf kleine Flaschen Wein, die letzte davon auf der Zugtoilette. In Hamburg angekommen besucht er seinen Freund Nigel,  bei dem er in den folgenden Tagen wohnen möchte. Dessen Wohnung hält er für teuer eingerichtet, aber heruntergekommen. Allgemein macht er sich über Vieles Gedanken, hauptsächlich über andere, erinnert sich dann aber an seine erste Liebe und an den Tag, an dem er sich im Gästebett ihrer Eltern schlafend unter Alkoholeinfluss unfreiwillig übergab und erleichterte.
Er begleitet seinen Freund Nigel auf eine Party, bei der er das erste Mal in seinem Leben eine Pille einwirft und daraufhin mit den Folgen zu kämpfen hat. Zunächst fühlt er sich mit einer Frau, der er auf der Party erstmals begegnet und die ebenfalls unter dem Eindruck von Drogen zu stehen scheint, stark verbunden. Nachdem diese sich jedoch im Badezimmer übergeben hat, nimmt er sich, angewidert von sich selbst und der Frau, ein Taxi zurück zu Nigel, da er diesen auf der Party nicht mehr angetroffen hat.

### Kapitel 3
Nachdem der Ich-Erzähler bei Nigel zuhause angekommen ist, öffnet er absichtlich die Schlafzimmertür, da ihm verdächtige Geräusche zu Ohren gekommen sind, und sieht dort seinen Freund, einen Acid Jazzfreak und ein schwarzes Model, die auch auf der Party gewesen sind, bei einem Dreier, welcher explizit beschrieben wird. Aufgrund seiner schockierten Verfassung macht er sich zum Flughafen auf und kauft eine Karte nach Frankfurt. Er stört andere Fluggäste mit seinem unangemessenen Verhalten und fantasiert über die Schauspielerin Isabella Rossellini. Die Stimmung ist bedrückt und er scheint einsam.

### Kapitel 4
Der Ich-Erzähler befindet sich im Frankfurter Flughafen. Nachdem er den Flughafen verlassen hat, fährt er mit dem Taxi zum Hotel Frankfurter Hof. Er erinnert sich an seinen alten Freund Alexander. Auf seinem Hotelzimmer liegt er auf seinem Bett und denkt an Alexander. Angespannt ruft er ihn schließlich an, als ihm plötzlich übel wird. Er fällt zu Boden und muss sich übergeben. Als er anschließend ein Bad nimmt, schläft er ein. Nachdem er aufwacht, ist auf wundersame Weise alles aufgeräumt und nichts mehr von dem vorherigen Vorfall zu sehen.
Er beschließt, in das Café Eckstein zu gehen. Dort denkt er über verschiedene Charaktere von Mädchen nach und flirtet sogar mit einem. Plötzlich betritt Alexander das Café, erkennt den Erzähler jedoch nicht. Der Ich-Erzähler nimmt Alexanders Barbourjacke von der Stuhllehne und zieht sich diese über, nachdem Alexander in den Keller verschwunden ist.

### Kapitel 5
Da der Erzähler Frankfurt als abstoßend empfindet, entschließt er sich, mit dem Zug nach Karlsruhe zu fahren. Im Zug begegnet er jedoch dem ihm bekannten Trendforscher Matthias Horx, der ebenfalls auf dem Weg nach Karlsruhe ist. Nach einem kurzen Gespräch steigt der Erzähler vorzeitig in Heidelberg aus, da diese Stadt dem Hörensagen nach besonders schön sein soll. Dort checkt er in einem Hotel ein, welches ihn an seine Kindheit erinnert und fährt anschließend zu einer Bar. In der Bar lernt er dann den Studenten Eugen kennen, welcher ihn mit zu einer Party nimmt. Auf der Party lernt er auch Nadja kennen und führt mit ihr eine längere Unterhaltung. Als der Erzähler Getränke für Nadja und sich holen möchte, stößt er auf Eugen, der ihn drängt, Kokain zu konsumieren. Der Erzähler lehnt ab, wird jedoch kurz darauf von Eugen sexuell belästigt. Er flieht aus dem Zimmer und sucht nach Nadja. Im Keller findet er sie sie schließlich, wie sie mit dem ebenfalls auf der Party befindlichen Nigel zusammen Drogen konsumiert. Nigel und Nadja sind nicht mehr ansprechbar. Von dem Gesehenen entsetzt, flüchtet er geschockt aus dem Haus und fällt in Ohnmacht.

### Kapitel 6
Rollo, ein alter Freund, der auch auf der Party in Heidelberg war, rüttelt den Protagonisten aus seiner Ohnmacht wach und bringt ihn in seinem Porsche nach München. Sie fahren zu einem Rave am Stadtrand von München, wo die beiden aufgrund ihrer Kleidung auffallen, da diese ordentlich ist und sie keine rasierten Schädel haben. Nach einiger Zeit setzt sich ein Hippie zu ihnen; da dieser sehr freundlich ist, wagen es die beiden nicht, ihn abzuweisen. Dieser bietet ihnen Drogen an, die sie annehmen, aber nicht konsumieren. Kurze Zeit später fahren sie weiter in die Innenstadt. Eine Bar verlassen sie nach kurzer Zeit wieder, weil dort eine Schlägerei mit Neonazis ausbricht. Der Erzähler übernachtet in Rollos großer Wohnung in Bogenhausen.

### Kapitel 7
Der Ich-Erzähler fährt zu Beginn des Kapitels mit seinem Freund Rollo von Bogenhausen nach Meersburg, dort will Rollo seinen Geburtstag in der am See gelegenen Villa seiner reichen Eltern feiern. Auf der Party trifft er Karin wieder und unterhält sich kurz mit ihr. Rollo ist tabletten- und alkoholabhängig, zudem stellt der Erzähler fest, dass Rollo keine echten Freunde, sondern lediglich oberflächliche Bekannte hat, daher wirkt dieser sehr einsam auf ihn. Gegen Ende des Kapitels findet der Ich-Erzähler seinen Freund Rollo betrunken und im Drogenrausch am See. Er verspricht, für beide Bier zu holen, um Rollo danach zuzuhören. Stattdessen flüchtet er, indem er Rollos Porsche stiehlt, um sich damit nach Zürich zu begeben. Die Stimmung im ganzen Kapitel wirkt sehr betrübt, alle teilhabenden Personen scheinen ihre Gefühle zu unterdrücken.

### Kapitel 8

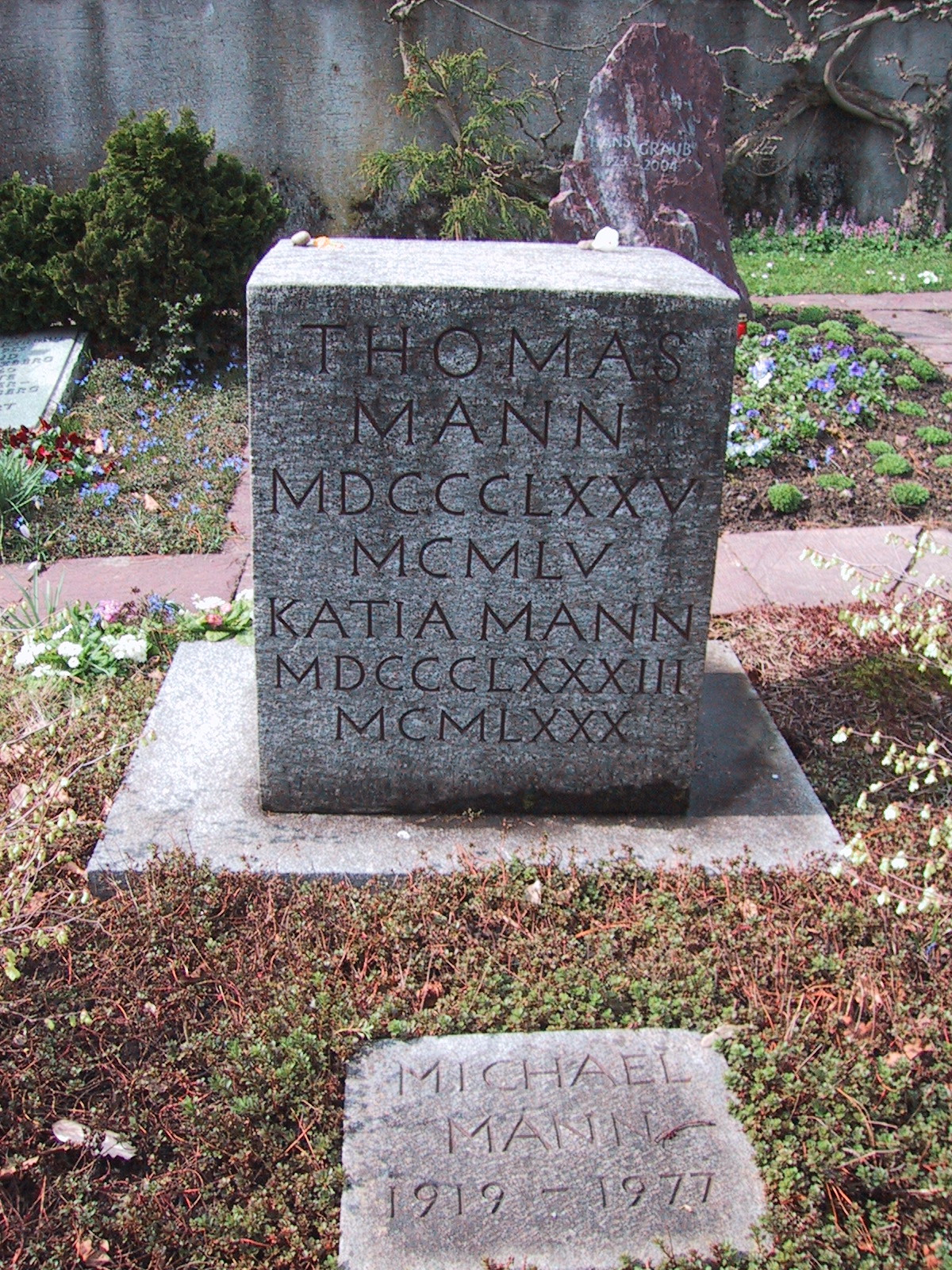
Das Grab von Thomas Mann

Im achten Kapitel des Romans ist der Ich-Erzähler mit Rollos Porsche nach Zürich gefahren. Zwei Tage sind vergangen. Davor hat er ein Hotelzimmer bezogen und den gestohlenen Wagen am Zürcher Flughafen abgestellt. Er läuft an Straßencafés und verschiedenen Geschäften vorbei. An einem Kiosk besorgt er sich eine Tageszeitung und eine Schachtel Zigaretten, nachdem er seine wenige Minuten zuvor an einem der Straßencafés zurückgelassen hatte. Als er, entgegen seinen sonstigen Gewohnheiten, die Zeitung liest, erfährt er vom Tod seines Freundes Rollo, welcher nach der Party in seiner Villa Selbstmord begangen hatte. Er denkt, dass hier in der Schweiz alles nicht so schlimm ist wie in Deutschland, und träumt davon, mit seiner Frau Isabella Rossellini und ihren Kindern in einer Holzhütte in den Bergen zu wohnen und ihnen von der deutschen Klassengesellschaft, wie er sie auf seiner Reise erlebt hat, zu erzählen. Er fährt mit einem Taxi zum Friedhof der Nachbargemeinde Kilchberg, um sich das Grab von Thomas Mann anzusehen, dessen Bücher er lieber gelesen hat als die der Schweizer Schriftsteller aus dem Pflichtlektüreprogramm seiner Schule. Die schon von Beginn an vorherrschende bedrückende Stimmung verstärkt sich: Die Dunkelheit bricht herein, er findet das Grab des Ehepaars Mann nicht und läuft zum Zürichsee zurück. Am Bootsanleger trifft er auf einen Mann und bietet diesem 200 Franken, wenn er ihn mit seinem Ruderboot zum anderen Ufer übersetze. Fast in der Mitte des Sees angekommen, endet die Geschichte mit den Worten „Schon bald“.

## Rezeption
Faserland wurde bei seinem Erscheinen in den deutschsprachigen Feuilletons breit rezipiert, zunächst aber eher zurückhaltend besprochen: Martin Halter etwa notierte im Zürcher Tages-Anzeiger: „Da schreibt ein widerlich arroganter Schnösel, der sein ‚Zeitgeist‘-Dandytum schon für Literatur hält und seine banalen Reisenotizen für erbarmungslos scharfe Beobachtungen“. Früh wurden Vergleiche des Buchs mit den Werken vor allem der angloamerikanischen Literatur gezogen, etwa zu Jay McInerney oder Bret Easton Ellis.
Wenige Jahre nach seinem Erscheinen wurde Faserland zudem nachhaltig mit Blick auf seinen möglichen Beitrag zu der sogenannten zweiten deutschen Popliteratur diskutiert. Moritz Baßler beispielsweise schlug vor, Faserland als „Gründungsphänomen“ des „Literatur-Pop“ zu deuten. Die Entwicklung von Krachts weiterem literarischem Werk hat allerdings gezeigt, dass dem Werk mit der Kategorie der Pop-Literatur nicht angemessen zu begegnen ist. Hubert Spiegel notierte bereits zu Krachts zweitem Roman, der sich mit den Schemata der Pop-Literatur nicht mehr fassen ließ, mit „1979“ sei „die kurze Scheinblüte der deutschen Popliteratur […] an ihrem vorläufigen Ende angelangt“. Feuilletons und Literaturwissenschaft sind sich inzwischen einig, dass Kracht zur Tradition der Pop-Literatur mindestens ein „verzwickte[s]“ Verhältnis hat und dass die Komplexität des Werkes nach vielschichtigeren Deutungsansätzen verlangt, als die versuchte Engführung auf die popliterarische Tradition sie anbietet.
Richard Kämmerlings stellt fest, dass Faserland zwar den „Startschuss für einen literarischen Modernisierungsschub, den man Pop nannte,“ gegeben habe, dem Buch aber kaum ein vergleichbares gefolgt sei; sogar Kracht selbst habe in seinen Nachfolgewerken „dem Hier und Jetzt den Rücken“ gekehrt.
Seit der Veröffentlichung des Romans besteht unter dessen Lesern kein Konsens darüber, ob es Krachts Absicht gewesen sei, den Leser zur Identifikation mit der Sichtweise des Ich-Erzählers einzuladen, oder ob er diese kritisieren wollte. So meint Stefan Beuse, Kracht habe „eine Identifikationsfigur für große Teile einer ganzen Generation geschaffen“, und Florian Illies lobt im Jahr 2000 den Roman mit den Worten: „Die Ernsthaftigkeit, mit der Kracht Markenprodukte einführte und als Fundamente des Lebens Anfang der neunziger Jahre vor Augen führte, wirkte befreiend.“ Moritz Baßler hingegen lobt Kracht dafür, dass es ihm gelungen sei, „die Kommunikationsunfähigkeit nicht nur des Helden, sondern seiner Schicht- und Generationsgenossen überhaupt“ darzustellen. Auf dem Einband des Romans schließlich preist Gregor von Rezzori diesen mit den Worten: „Diese Präzision der Wahrnehmung in einer Welt, die nur noch aus Markenartikeln besteht, diese Hellwachheit in der Leere, der Verdammnis zu kollektiven Banalitäten und das feine Unterscheidungsgefühl dabei – das habe ich noch nirgendwo so glasklar dargestellt gefunden.“
Georg Diez stellt 2002 fest:

„Christian Krachts Deutschlanddurchquerung Faserland ist das am meisten missverstandene Buch der Neunzigerjahre. Es wurde mit den falschen Argumenten gemocht und mit den richtigen Worten kritisiert; in der Kritik steckte kaum etwas Wahres. Das Buch traf seine Leser so unvorbereitet, daß sie erstaunt waren, wie lustig diese Geschichten aus Party-Deutschland klangen, von Fisch-Gosch, Champagner und Scampis auf Sylt, von bunten Pillen, schwulen Burschenschaftern und schwarzen Models in Hamburg, Frankfurt und Heidelberg, von kleinen Clubs in München und großen Festen am Bodensee – und wenn es lustig klang, dann musste das wohl Pop sein, schließlich, das wussten sie aus den bunten Magazinen, schließlich war jetzt alles Pop. Aber mit Pop, was auch immer das war, hatte dieses Buch herzlich wenig zu tun, und alle, die in der gewissen Zärtlichkeit, mit der Kracht die Oberfläche der Dinge streichelte, nur die Affirmation herauslasen, konnten einfach nicht entziffern, dass sich das Leiden an der Welt heute anders buchstabiert.“

Seine These von der Überforderung der Romanleser im Jahr 1995 führt Diez fort, indem er behauptet:

„Kracht erzählt in ›Faserland‹ vom Ende einer Welt, noch bevor der sogenannte Mainstream überhaupt erkannt hatte, daß es diese Welt gab, geschweige denn, daß sie schon wieder vorbei war. Krachts Kunst ist, die Zeitnähe seiner Erzählung mit einem Gefühl von existentieller Verlassenheit zu verbinden.“

Auch Philipp Laage hält den Roman für einen Ausdruck des Leidens an der Welt:

„Ein großer Irrtum bezüglich Faserland liegt darin, Kracht anhand der entrückten Sprache Ironie zu unterstellen. Was in dem Roman beschrieben wird, ist todtraurig. Es gelingt den Beteiligten nicht, ihr Leben mit Sinn zu füllen. In einem Kosmos aus Markenwahn, Abgrenzungszwang und ästhetischen Trivialitäten flüchten die Menschen in den Rausch, an dem sie zugrunde gehen. Was ist daran schön? Nichts. Die Sprache ist es auch nicht, sie ist nüchtern assoziativ, weniger klar als die präzise Ausdrucksweise der Folgeromane. Aber die Teilnahmslosigkeit, die in ihr zum Ausdruck kommt, macht die Kritik an der gesellschaftlichen Wohlstandsverwahrlosung erst sichtbar. Der Leser ‚hört hin‘, wenn man so will. Schönheit wird in Faserland nicht in der Sprache zum Thema, wohl aber in den Standpunkten des Handelnden. Ästhetischer Anspruch – man denke an die oft erwähnte Barbourjacke – und Inhalt klaffen weit auseinander. Menschen werden ästhetisch bewertet; was sich aber wirklich abspielt, hat mit Schönheit nichts zu tun. So gesehen fällt Faserland ein wenig heraus. Die Schrecklichkeit ist hier noch nicht schön, aber eben auch nicht mehr schlimm. Das Sinnvakuum kann nicht gefüllt werden, vielmehr eskalieren die Ereignisse in einem fortlaufenden Strudel aus selbstzerstörerischer Teilnahmslosigkeit.“

An niedersächsischen Gymnasien war Faserland Pflichtlektüre im Fach Deutsch für Abiturienten des Jahrgangs 2013. Diese Vorschrift wurde vom Landesverband Niedersachsen/Bremen des „Fachverbandes Deutsch im Deutschen Germanistenverband“ scharf kritisiert: Es sei „kaum nachvollziehbar, warum Christian Krachts Roman Faserland zur verbindlichen Lektüre gemacht wird und damit den Status der Exemplarität für die moderne deutsche Literatur erhält“. Der Roman rekurriere auf ein Lebensgefühl, das nicht das der heutigen Schüler sei. Er spiegele allenfalls Lebensgefühle einer kleinen Gruppe von heute 40- bis 60-Jährigen. Krachts Ich-Erzähler sei nicht exemplarisch für den modernen Menschen des 21. Jahrhunderts.
Demgegenüber urteilte bereits 2003 Reinhard Wilczek: „Krachts […] Erzähler besetz(t) eine Perspektive, die konsequent aus der Vorstellungswelt heutiger Jugend- und Alltagskultur beschreibt. Es sind die Leitmotive einer simplifiziert dargestellten Erlebnisgesellschaft, die hier begegnen: Urlaub machen, Alkohol konsumieren, Geldausgeben, politisches Desinteresse, Melancholie und Reflexionsmüdigkeit.“

## Interpretationen
Fabian Lettow deutet den Roman als Darstellung einer Identitätskrise: „Faserland beschreibt die Suche nach einer modernen Identität, welche an den äußeren Umständen eines […] postmodernen Raumes, in dessen Koordinaten sich der Protagonist des Romans bewegt, scheitert. Dieses Scheitern einer modernen, d. h. vor allem einheitlichen Identitätsstiftung bildet die Folie für den in den weiteren Schriften Krachts auszumachenden Selbstentwurf, der im Sinne einer ‚Bastelexistenz‘ eine im ästhetischen Diskurs konstituierte ‚Identität im Übergang‘ beschreibt.“
Zu den besonderen Leistungen des Romans wird die „enorme Kunstfertigkeit“ seiner Sprache gezählt, „der es vor allem um Eingängigkeit geht, um Rhythmus, um Leichtigkeit“., oder auch, dass mit dem Roman „ein bestimmter Detailrealismus und die Abbildung der bundesrepublikanischen Realität einer wahlweise X, Y, @ oder Golf genannten Generation prominenteren Einlaß in die Literatur gefunden“ habe – Zu einer Reihe von Einzelaspekten des Romans liegen inzwischen differenzierte Analysen vor, etwa zur Bedeutung der Schweiz für Faserland oder zur Struktur augenfälliger intertextueller Referenzen.

### Ich-Erzähler und „sekundäre Oralität“
Krachts Roman wird von der Hauptfigur in der Ich-Form erzählt. Dieses Ich ist überwiegend eine Instanz, die völlig in der Handlung aufzugehen scheint. Die Vergegenwärtigung der Handlung, die der Ausbereitung des Stoffes in einem Drama ähnelt, das auch immer „jetzt“ spielt, ist an der fast durchgängigen Benutzung des Präsens als Darstellungstempus erkennbar. Die Darstellung wirkt insgesamt so, als spreche jemand „jetzt gerade“, während die Handlung abläuft, zu dem Leser. Wie in Gesprächen üblich, kann Gesagtes nicht im Nachhinein gestrichen, sondern nur korrigiert werden. Die Technik der nachträglichen „Verbesserung“ von zuvor „Gesagtem“ (tatsächlich aber vom Autor mit Bedacht Niedergeschriebenem) stützt die Illusion eines Live-Talks des Erzählers, der so den Leser zu seinem Vertrauten macht.
Über den Ich-Erzähler urteilt Till Briegleb 2012: „Anders etwa als Bret Easton Ellis, der in seinen Romanen diese reiche Langeweile als strukturelle Gewalt und Kälte deutet, bleibt Krachts Beschreibung konsequent auf der Ebene eines Beteiligten, der – garniert mit netten Kindheitserinnerungen und herzlichen Momenten – nie irgendetwas in Frage stellt. Seine aggressiven Momente des Danebenbenehmens sind Rebellion ohne Risiko. Die große Gleichgültigkeit erhält höchstens eine Note von Weltschmerz.“
In epischen Texten, in denen ein Ich-Erzähler vorkommt, wird gemeinhin zwischen der erzählten Zeit und der Erzählzeit unterschieden. In der erzählten Zeit ist der Ich-Erzähler in aller Regel in die erzählte Handlung einbezogen, in der Erzählzeit hingegen fungiert er als Vermittler zwischen dem Leser und der erzählten Handlung. In dem Roman Faserland ist der den Stoff vermittelnde Erzähler in Form von Aussagen des Typs: „Das erkläre ich später.“ spürbar.
Ute Paulokat nennt die beschriebene Erzähltechnik „sekundäre Oralität“. Das Geschriebene ist wie mündliche Sprache formuliert, da es aber schriftlich fixiert ist, ist die Oralität sekundär.
Der Leser neigt dazu, die Vertraulichkeit, mit der er angesprochen wird, wertzuschätzen, etwa wenn der Erzähler ihm im Heidelberger Verbindungshaus beichtet: „[A]uf einmal fühle ich mich sehr allein auf dieser Party, und bedroht.“ oder: „Ich denke daran, daß ich nicht weiß, wie das in den kommenden Jahren sein wird.“ Dass der Erzähler im anschließenden Kapitel zunächst nicht weiß, wie er nach München gelangt ist, ihm dann aber „[j]etzt, in diesem Moment“ (als ob der Erzähler in der erzählten Zeit und nicht in der Erzählzeit zu ihm spräche) einfällt, dass er von Rollo in Heidelberg „gerettet“ worden sei, mag ein Leser, der selbst schon einmal einen „Filmriss“ erlebt hat, dem Erzähler verzeihen. Dass der Erzähler auch den Leser „austrickst“, merkt dieser später, als der Erzähler beiläufig anmerkt: „Schließlich habe ich ihn [(Rollo)] auf diesem Rave da draußen nur zufällig getroffen.“ Hier verhält sich der Ich-Erzähler wie ein Angeklagter in einer Hauptverhandlung, der sich nicht merken kann, welche Lüge er dem Richter unmittelbar zuvor aufgetischt hat, und sich in Widersprüche verwickelt.

### Leerstellen
Auffällig sind die vielen Leerstellen in Faserland, und zwar nicht nur die, auf die der Erzähler ausdrücklich hinweist. Diese Erzählweise scheint zur Persönlichkeit des Protagonisten und seinen wechselnden Bewusstseinszuständen zu passen, da er oft sprunghaft, planlos agiert und viele Zusammenhänge nicht erklärt. Daraus ergibt sich ein breiter Interpretationsspielraum.
Das Ende der Handlung bleibt offen. Ein Selbstmord wird angedeutet, der Suizid Rollos, die ergebnislose Suche nach Manns Grab, atmosphärische Vorausdeutungen, Anspielungen auf die griechische Mythologie (Charon, Obolus, Hades) ergänzen dabei intertextuelle Verweise auf Conrad Ferdinand Meyer, Friedrich Gottlieb Klopstocks Ode „Der Zürchersee“ oder auch Goethes Gedichte „Auf dem See (Zürichsee)“ und „Ein Gleiches“. Allerdings gibt es im letzten Kapitel auch Hinweise auf einen Neuanfang in der Schweiz. Ob die nächtliche Fahrt des Protagonisten auf den See hinaus dabei als Vorbereitung zum Suizid, als frühe Variation des für Krachts Werk typischen Motivs des Verschwindens oder aber anders zu deuten ist, bleibt dem Urteil des Lesers überlassen.
Auch werden immer wieder Geschichten aus der Vergangenheit erzählt, deren Bezug zur Gegenwart unklar ist und bei denen man sich fragt, warum der Erzähler sich selbst belastet, offenbar ohne das zu merken. So fragt man sich z. B., warum der Erzähler als Kind seinem das Auto steuernden Vater vom Rücksitz aus die Augen zuhält, warum er das (Selbst-)Mörderische dieses Handelns selbst im Nachhinein nicht thematisiert und wie die Episode ausgegangen ist, insbesondere wie sein Vater auf dieses ungezogene Verhalten reagiert hat.
Generell blendet der Erzähler Motive und Konsequenzen seines Verhaltens in seinen Erzählungen aus. Dass er deshalb Salem verlassen musste, weil „das Maß voll war“, als er zusammen mit Alexander betrunken zur Abiturprüfung angetreten ist, kann man als Leser vermuten; der Erzähler sagt es aber nicht ausdrücklich.
Durch die Leerstellen und Ungereimtheiten im Text wirkt dieser fragmentarisch. Ganz allgemein hinterlässt er den Eindruck, Wichtiges bleibe verschwiegen. Insbesondere bleibt völlig unklar, warum das Thema „Nationalsozialismus“ für den Erzähler zur Obsession geworden ist. Denn die wenigsten dürften z. B. bei einem Gang durch die Dünen Sylts an Görings Dolch denken.

### Der Autor Kracht und der Ich-Erzähler
Innokentij Kreknin behauptet, bei Faserland handele es sich nicht um einen autobiografischen Bericht, so dass es nicht zulässig sei, Autor und Ich-Erzähler gleichzusetzen. Es handele sich „vielmehr um stilistisch hervorragend umgesetzte Rollenprosa“. Tatsächlich war Kracht, anders als der Ich-Erzähler in Faserland, bereits 1995 nicht mehr allein auf finanzielle Zuwendungen seiner Eltern bzw. auf ein von ihnen stammendes Vermögen als Einnahmequelle angewiesen, und es ist kaum vorstellbar, dass Kracht 1995 dieselben Bildungslücken wie sein Protagonist aufwies, indem er z. B. nicht wusste, dass Walther von der Vogelweide und Bernhard von Clairvaux keine „Maler“ waren. Andererseits wird auch nicht deutlich, ob der Roman tatsächlich im Jahr des Erscheinens angesiedelt ist. So erblickt der Protagonist in Heidelberg ein Kinoplakat, das den bereits im Januar 1993 angelaufenen Film Stalingrad bewirbt.
In einem Interview mit der Welt im Jahr 2009 äußert sich Kracht über sein Verhältnis als Autor zu dem Ich-Erzähler in Faserland: Er habe diesen wie die gesamte „middle class“ „denunzieren“ wollen. Dessen Versuche, sich nach unten abzugrenzen, seien „tragikomisch“. Auch Claudia Hasbach meint, Kracht habe sein Werk in kritischer Absicht geschrieben: „Der Autor will zeigen, welche negativen Folgen das Leben in der abgestumpften, schnelllebigen und den Schein wahrenden postmodernen Gesellschaft auf ein unausgereiftes Individuum haben kann. […] Das Werk wäre eine kritische Problemstudie über die deutsche Gesellschaft der 90er Jahre, deren negative Aspekte Kracht, verborgen unter Affirmation, anprangert.“
In einem Interview mit der Berliner Zeitung im Juli 1995 antwortet Christian Kracht auf die Frage, was er gegen die SPD habe: „Alles. Vor allem stört mich Rudolf Scharping. Die SPD ist das allerletzte. Die Politik interessiert mich aber nicht wirklich. Ich habe nur Sorge, wenn Politiker nicht mehr so sexy aussehen wie Brandt und Gysi, sondern wie Rudolf Scharping.“ In demselben Interview rechtfertigt Kracht die Methode, Menschen nach ihrem Äußeren zu beurteilen, indem er behauptet: „Man kann und darf jemanden, den man nicht kennt, nur über die Oberfläche und das Aussehen beurteilen. Alles andere wäre arrogant und vermessen.“
Diese Haltung bewertet Till Huber als Ausdruck von Ästhetizismus. Im postmodernen Ästhetizismus werde versucht, „den Verlust von ‚tieferem Sinn‘ durch eine Affirmation des Oberflächlichen auszudrücken“. Krachts Äußerungen in seinem Interview mit der Berliner Zeitung können als Indiz dafür interpretiert werden, dass Kracht 1995 in denselben ästhetizistischen Kategorien gedacht hat wie der Ich-Erzähler in Faserland, dass dessen Denken also keineswegs „denunziert“ werden sollte. Dieser Interpretation zufolge verschleiert der reifer gewordene Kracht, dass er nicht immer die 2009 bekundete Haltung eingenommen hat.
Allerdings warnt Volker Weidermann davor, irgendeine Äußerung von Christian Kracht ohne genaue Prüfung ernstzunehmen. Nicht einmal enge Freunde wüssten immer, ob Kracht wirklich das meine, was er sage. Oft gebe Kracht seiner Lust nach, andere spielerisch zu provozieren.

### Bedeutung des Titels
Der Titel Faserland lässt mehrere Interpretationen zu.
Die erste Möglichkeit besteht darin, den Titel als „fatherland“ in nachlässig gesprochenem Englisch zu deuten, eingedeutscht zu „Vaterland“. So ergibt sich ein direkter Bezug zum englischen Deutschlandroman „Vaterland“ von 1992 (mit Verfilmung von 1994), der auch in einigen thematischen Grundzügen Übereinstimmungen aufweist.
Zweitens verweist „Faser“ als pars pro toto auf die „exklusiven Fasern“ der Textilien, mit deren Hilfe sich der Ich-Erzähler und seine „Freunde“ von denen abgrenzen, die sie als „out“ definieren.
Drittens ist eine Assoziation mit den Verben „zerfasern“ oder gar „faseln“ möglich. Florian Illies urteilt 1998: „Alles ist zerfasert im ‚Faserland‘.“ Das Gewebe der deutschen Gesellschaft löst sich auf, indem sie in lauter einzelne Fäden „zerfasert“, in eine Vielzahl von Individuen, denen der Zusammenhalt fehlt. Auch die Individuen, denen es an Strukturiertheit, mittel- und langfristiger Planung und Selbstdisziplin mangelt, wirken „zerfasert“. „Zerfasert“ wirkt schließlich auch der Text, dessen einzelne Fäden (die angesprochenen Themen) immer wieder fallen gelassen und weder vertieft noch zu Ende geführt werden, so dass sich kein zusammenhängendes Bild und keine Stimmigkeit ergeben (vgl. den Abschnitt Leerstellen).

#### „Fatherland“ / Vaterland
Das Wort „Faserland“ bietet eine hohe Klangähnlichkeit zum Romantitel „Fatherland“ von 1992, welcher zur Entstehungszeit breit diskutiert wurde. Diese Ähnlichkeit wird besonders deutlich, wenn man sich das englische Wort mit deutschem Akzent ausgesprochen denkt.
Eine mögliche Deutung dieser Wortparallelität wäre, dass in der Person des Ich-Erzählers die eigentliche nationalsozialistische Amoral unbewusst weiterlebt, so dass die NS-Ideologie unbemerkt den Sieg davon getragen hätte. Dies ironisiert die Grundidee der alternativen Welthistorie in „Fatherland“, in der Deutschland den Zweiten Weltkrieg gewonnen und die NS-Ideologie den Sieg davongetragen hat. In der Person des Ich-Erzählers könnte erkannt werden, dass die Lebenseinstellungen der NS-Zeit sich auch trotz des realgeschichtlich verlorenen Krieges in der Gegenwart wiederfinden lassen.
Der Roman wurde 1995, also fünf Jahre nach der Wiederherstellung der staatlichen Einheit Deutschlands, veröffentlicht. Ein in dieser Zeit veröffentlichter Roman könnte theoretisch den Anfang der „Becher-Hymne“, der Nationalhymne der DDR aufgreifen:
Auferstanden aus Ruinen
Und der Zukunft zugewandt,
Laß uns dir zum Guten dienen,
Deutschland, einig Vaterland. […]
Tatsächlich handelt der Roman nicht vom wiederhergestellten „Vaterland Deutschland“ in den Grenzen von 1990. Die einzige ostdeutsche Figur, die in Faserland näher beschrieben wird, ist Varna, die der Ich-Erzähler rundum ablehnt. Die einzige Stadt deutlich östlich des zehnten Längengrades auf der Reise des Erzählers ist München, eine Stadt der alten Bundesrepublik, und das Milieu, in dem sich der Protagonist bewegt, ist eindeutig „westlich“: Von Sylt aus hätte er zwar nach London oder Nizza fahren können, wie er selbst feststellt, aber keineswegs nach Leipzig oder Dresden. Anders als im Fall Heidelbergs, das er auf seiner Reise zum ersten Mal aufsucht, würden ihm in den ostdeutschen Städten die passenden „locations“ fehlen. Klaus-Michael Bogdal sieht als Bezugspunkt der Literatur jüngerer Autoren in den 1990er-Jahren generell nicht die Ereignisse der Jahre 1989/1990 in Deutschland, sondern die 1970er-Jahre in der alten Bundesrepublik, in denen die „ersten bemerkenswerten Kult-Bücher der sich allmählich differenzierenden Milieus“ erschienen seien.
Die Idee, als Patriot einem idealistisierten „Vaterland“ „dienen“ zu sollen, käme dem Ich-Erzähler absurd vor. Pflichterfüllung ist keine für ihn geltende Kategorie. Wohlhabend und dadurch von Arbeitszwängen befreit, kann er seinen Neigungen spontan nachgehen. Über Vorschriften setzt sich der Protagonist regelmäßig hinweg: Er raucht überall, selbst im Nichtraucherabteil des Flugzeugs, er fährt alkoholisiert Auto, bestiehlt zweimal „Freunde“ und entzündet auf einer öffentlichen Verkehrsfläche ein Feuer, indem er seine Jacke verbrennt. Sogar zur Abiturprüfung erscheint er angetrunken (welche Konsequenzen das hat, wird im Text nicht ausdrücklich angesprochen). Merkwürdigerweise scheint der Ich-Erzähler nie ernsthaft mit Staatsorganen und anderen Autoritäten in Konflikt geraten zu sein; so ermahnt die Flugbegleiterin ihn erst bei der Landung in Frankfurt in freundlichem Ton, das Rauchen einzustellen, und das durch Erbrochenes verschmutzte Hotelbett in Frankfurt wird ohne große Worte in benutzbaren Zustand zurückverwandelt. Der Protagonist spottet zwar über die Unternehmen, die für die „Deutschland AG“ stehen und für sich im Frankfurter Flughafen werben, ist aber deren Nutznießer.
Das „Land der Väter“ erscheint in Faserland als ein Land, in dem Väter nur selten physisch mit ihren Kindern zusammen sind. Eine Gemeinsamkeit des Ich-Erzählers und des Kerns seiner „Freunde“ besteht darin, dass sie ihre Schulpflicht im Internat, getrennt von den Eltern, erfüllt haben. Eine zentrale Bedeutung haben Väter in der Erzählergegenwart als Bereitsteller der materiellen Ressourcen, von denen die Erbengeneration lebt. Dieser Sachverhalt wird allerdings im Roman kaum reflektiert. Einkünfte aus eigener Arbeit werden eher beiläufig und auch nur bei wenigen der jüngeren „Freunde“ des Protagonisten erwähnt. An keiner Stelle des Romans ist von einer Erwerbsarbeit des Ich-Erzählers die Rede. Die Idee, gemeinsam mit seinem Freund Alexander ein Musical „Horxiana“ über Matthias Horx zu schreiben, scheint in die Kategorien „Schnapsidee“ oder „Scherz“ zu fallen, zumal die Freundschaft in der Erzählergegenwart längst zerbrochen ist.
Der Ich-Erzähler stellt sich vor, mit Isabella Rossellini zusammen Kinder zu haben. Abgesehen von dieser Phantasterei erfährt man nichts darüber, wie sich der Erzähler seine private Zukunft vorstellt. Selbst ein zaghafter Versuch in Meersburg, Karin, seine Jugendbekannte aus Salem, zu küssen, scheitert. Wenn man sich der Suggestion entzieht, dass der Protagonist am Schluss der Geschichte einen Suizid begehe, kommt man zu der Frage, ob der Ich-Erzähler selbst einmal Kinder haben wird. Das ist angesichts seiner psychischen Probleme unwahrscheinlich. Davon, dass er „der Zukunft zugewandt“ sei, kann generell keine Rede sein.

#### Land der „luxuriösen Fasern“
Olaf Grabienski weist nach, dass in Krachts Roman ca. siebzig verschiedene Marken und Produkte namentlich erwähnt werden, die vorwiegend aus den Bereichen Verkehrs- und Nahrungs- bzw. Genussmittel, Medien sowie Mode bzw. Bekleidung stammen. Eine zentrale Bedeutung haben dabei Textilien, insbesondere die Barbourjacke, die nicht nur von dem Ich-Erzähler getragen wird, sondern auch von mehreren „Freunden“ aus alten Tagen.
Krachts Roman führt den Leser in eine Welt, die primär aus Markenlabels besteht, die zwischen „richtiger“ oder „falscher“ Kleidung unterscheidet, mit entsprechenden Reaktionen auf die Träger derselben, in der nur die (schöne) Oberfläche, der Schein zählt, in der Identität und Individualität nur noch ersatzweise über Markenartikel simuliert wird, in der der Mensch nur noch als Konsument am Ende einer Kette marktwirtschaftlicher Gesetze seinen Platz hat, in der der individuelle Mensch mit seinen Charakteristika, seine Stärken und Schwächen nicht wahrgenommen wird und in der der Blick auf das eigene Innere konsequent und angstvoll vermieden wird. Bei der Wahl der Konsumartikel geht es nicht immer um die Befriedigung echter Bedürfnisse. So stellt der Protagonist gleich zu Beginn des Romans fest, dass ihm das „Jever“ eigentlich gar nicht schmecke; seine Art, auf einer Nordseeinsel „Jever“ zu trinken, passt aber zu dem Werbespot der Biermarke mit dem „coolen“ Mann, der sich mit einer Flasche in der Hand in die Nordseedünen fallen lässt. Letztlich reproduziert der Erzähler auf Sylt also eine in der Szene positiv bewertete Werbe-Story.
Interessanterweise wird im letzten Kapitel, das in der Schweiz spielt, nur eine Marke („Lindt“) erwähnt, und der Protagonist trinkt in Zürich entgegen seiner Gewohnheit Kaffee, und zwar „irgendeinen“ Kaffee. Auch dadurch wird die Schweiz zum Gegenbild zum „Faserland Deutschland“.
In einem Interview mit der „Welt“ weist Christian Kracht die weitverbreitete Ansicht zurück, der Ich-Erzähler gehöre der Oberschicht an: „Salem gibt sich nur elitär und upper class. Das sind die Kinder von Fliesenfabrikanten, zukünftige BWL-Studenten, Barbourjacken-Träger hat man früher dazu gesagt, Eis-Enten.“ Er selbst sei ein Angehöriger der „middle class“. Die Abgrenzung nach unten durch demonstrativen Konsum sei immer schon typisch für diese gewesen.

#### Zerfasertes Land
In einem Einführungstext zu seinem Buch Die Asozialen stellt Walter Wüllenweber zusammenfassend fest: „Die deutsche Gesellschaft befindet sich im Zustand der Auflösung.“ Die Angehörigen der Oberschicht hätten 2012 keinen Bezug mehr zur Mehrheit der Arbeitenden in Deutschland und zu deren Leistungsethik. Insbesondere hebt Wüllenweber hervor: „Wer seine Situation durch Anstrengung und Leistung nicht verbessern kann, für den werden Tricks immer wichtiger.“ Exemplarisch erkennbar wird die Trickserei des Ich-Erzählers, auf den Wüllenwebers Aussage bereits 1995 zutrifft, kurz vor Rollos Tod: Der Ich-Erzähler führt seinen verzweifelten, vollkommen betrunkenen und hilflosen Freund Rollo ans Ende eines Bootsstegs und lässt ihn dort unter dem Vorwand, noch etwas zu trinken holen zu wollen, allein. Anschließend fährt er mit Rollos „herrenlos gewordenem“ Porsche in die Schweiz. Beim Abstellen in einem Zürcher Parkhaus wischt er sorgfältig seine Fingerabdrücke vom Lenkrad. Ein professioneller Dieb hätte sich nicht anders verhalten.
Thomas Mann führt in seinem Roman Der Zauberberg aus, dass die Menschen Zeit nur in Relation mit Helligkeit und Dunkelheit sowie einer weitreichenden und regelmäßigen Strukturiertheit des Tages denken können. Routine und Abwechslung müssen dabei in ausgewogenem Verhältnis stehen. Die Tage von Krachts Protagonisten aber verfügen über keine sinnhafte Struktur. […] Auf diese Weise ist es der Erzähler-Figur wie ihrem gesamten Milieu möglich, zu jeder Tages- und Nachtzeit zu rauchen und Unmengen von Alkohol zu trinken; es gerät gleichsam der gesamte Tag zur Nacht, das gesamte Leben zum Nachtleben. Gerät aber das ganze Leben zur Party, sind die Gründe zum Feiern rasch aufgebraucht. Langeweile, Ennui stellt sich ein angesichts eines ,stehenden Jetzt‘. Ebendiese Strukturlosigkeit lässt das Leben im Bezugsmilieu des Romans „zerfasern“.

#### Land des Gefasels
Der Autor Christian Kracht selbst stellt in seinem Interview mit der „Berliner Zeitung“ eine Verbindung zwischen dem Titel Faserland und „Faseln“ her.
Insbesondere der Ich-Erzähler selbst „faselt“ ständig. So lässt ihn z. B. das Thema „Nationalsozialismus“ nicht los. Der Erzähler erkennt richtig, dass Städte wie Heidelberg und Zürich deshalb so schön seien, weil sie vom Bombenterror des Zweiten Weltkriegs verschont geblieben seien (für den letztlich die Nationalsozialisten große Verantwortung trugen), und dass ganz Deutschland die Verheißung erfüllen könnte, die von dem Wort „Neckarauen“ ausgehe, wenn es den Bombenkrieg nicht gegeben hätte.
Was das Wesen des Nationalsozialismus ausmacht, hat er allerdings offenbar trotz seiner „Elitebildung“ in Salem nicht verstanden: Der Ich-Erzähler bewertet alle möglichen Menschen, die ihm (wie er es sieht) zu nahe treten (und sei es nur durch ihr Aussehen), als „Nazis“, auch diejenigen, die ihn an ein Rauchverbot erinnern, und vermeintliche Anhänger der SPD. Einen „Betriebsratsvorsitzenden“ beschimpft er als „SPD-Nazi“, und das, obwohl die SPD am 24. März 1933 als einzige Partei im Deutschen Reichstag gegen das Ermächtigungsgesetz gestimmt hat, mit dem die Demokratie in Deutschland offiziell aufgehoben wurde. Ebenso versteht der Protagonist nicht Wim Wenders’ Schweigen, als er dessen Werk mit der (nationalsozialistischen) Ästhetik einer Leni Riefenstahl vergleicht, deren Film Triumph des Willens der Ich-Erzähler bewundert.
Theorien, die sich der Erzähler „zusammenfaselt“, wie die, dass der ungarische (also nicht-slawische) Sportlehrer in Salem durch schikanöse Übungen Rache für die Slawen habe üben wollen, diskreditieren vollends die Kommentare des Erzählers, der sich insofern als Exemplar der Gattung des „unzuverlässigen Erzählers“ erweist. Die Urteile der anderen Romanfiguren sind oft nicht aussagekräftiger. So wird z. B. der Ich-Erzähler seinerseits (von Varna) als „ein Nazi und vollkommen unpolitisch“ beschimpft.

### Freundschaften und Sexualität
Dem Reiseweg durchs 'Faserland' entsprechen Begegnungen mit meist männlichen Jugendfreunden. "Es ist eine Geschichte verlorener Freunde und verlorener Jugend." Den Begegnungen (auch mit einzelnen Frauen) folgt jeweils eine Fluchtbewegung: "Implizit dementiert sein Verhalten den hehren Anspruch auf 'Freundschaft', den der Erzähler konstruiert. Es werden Defizite des Ich-Erzählers protokolliert, die nicht nur in der erotischen und sexuellen Unfähigkeit bestehen, sondern in der Unfähigkeit zu Nähe schlechthin." (ebd., S. 240). 

### Der Nationalsozialismus als Motiv
Thomas Borgstedt weist darauf hin, dass das Thema des Nationalsozialismus zum "Subtext der Erzählung" gehöre, der sich immer wieder aufdränge: "Die Erinnerung an die nationalsozialistische Vergangenheit ist in Faserland [...] geradezu geographisch in den Boden des 'Vaterlandes' eingeschrieben, wodurch sie etwas Unausweichliches gewinnt. Kracht hat der Hochglanzoberfläche der deutschen Wirklichkeit damit ähnlich wie Ellis in American Psycho eine Folie des Grauens unterlegt."
Christian Rink stellt Faserland in den Kontext der Geschichte des „negativen Gedächtnisses“ der Deutschen bezüglich des Nationalsozialismus nach dessen Ende. Einer frühen Phase der Verdrängung der von Deutschen begangenen Verbrechen (bis etwa 1958) sei eine Phase der Verleugnung auf Seiten der Tätergeneration bzw. der Anklage und Abgrenzung auf Seiten der Generation der Kriegskinder, der „68er“ gefolgt.
Die Generation Golf, der auch der Ich-Erzähler angehört, ist eine Generation der Enkel der Tätergeneration und zugleich die Generation der Söhne und Töchter der Kriegskinder. Typisch für die Pubertät ist das Bemühen der Söhne und Töchter, sich von den Eltern, ihren Gewohnheiten und Ansichten abzugrenzen. So ist es laut Florian Illies, dem Autor des Buches Generation Golf, leicht nachzuvollziehen, dass diese Generation das Bedürfnis gehabt habe, sich von dem Zwang zu emanzipieren, regelmäßig an die Gräuel der Nationalsozialisten (und das mit Abscheu) zu denken, der von den inzwischen den Mainstream prägenden 68ern ausgegangen sei.
Christian Rink meint, dieser Zwang erscheine in dem Roman Faserland in Form ständiger Verwendung des Verbs „müssen“ („Ich muß an … denken“), was Symptom einer Zwangsstörung sein könnte. „Die ständige Verwendung der Vokabel ‚muß‘ lässt sich als Kritik an einer verordneten Erinnerung der nationalsozialistischen Gewaltverbrechen lesen und legt zudem nahe, dass der Ich-Erzähler sich trotz seiner Verweigerungshaltung den Nachwirkungen der Vergangenheit nicht entziehen kann. Dies entspricht in der Darstellung genau dem Effekt einer länger verdrängten, traumatischen Erinnerung, die ungewollt ins Gedächtnis dringt.“

### Ästhetizismus und Amoralismus
Immer wieder ist auf Motive des Ästhetizismus und des Dandytums hingewiesen worden. Thomas Borgstedt betont die Ambivalenz dieser Motive: "Die Attitüde 'männlicher' Sprach- und Raummächtigkeit, die Urteilshaltung und Ruhelosigkeit, der Ästhetizismus und Hedonismus verdeckten eine egozentrische und am Ende mörderische Unfähigkeit zur Nähe, zur Sexualität und zur Freundschaft. Dazu gehört auch das Verhältnis zur Homosexualität. Es ist durch harsche Abwehr gekennzeichnet."
Till Huber verweist in seiner Magisterarbeit auf die Nähe der Popliteratur des späten 20. Jahrhunderts zur „Fin de siècle“-Literatur des späten 19. Jahrhunderts. Insbesondere sieht Huber eine Verwandtschaft zwischen dem Werk des jungen Hugo von Hofmannsthal mit dem Roman Faserland. Beiden „Fins de siècle“ ist eine Grundhaltung gemeinsam, der zufolge der Kult der Schönheit Vorrang gegenüber anderem, vor allem gegenüber sozialen Verpflichtungen aller Art habe, wie es in dem Motto: „L’art pour l’art“ zum Ausdruck kommt. Dass dieser Schönheitskult eine Freiheit von ökonomischen Zwängen zur Voraussetzung hat, ist bereits dem 1896 entstandenen Lebenslied Hugo von Hofmannsthals zu entnehmen: „Den Erben laß verschwenden / An Adler, Lamm und Pfau / Das Salböl aus den Händen / Der toten alten Frau!“
Der Ich-Erzähler kopiert den gehobenen traditionellen „British Lifestyle“: Er trägt eine Barbour-Jacke und besitzt einen Triumph. Im Stil der britischen „upper class“ hat er ein exklusives Internat besucht. Er versucht, im späten 20. Jahrhundert das Leben eines Dandys zu führen. Der Protagonist in Faserland stellt auf Mykonos fest: „Ich will mich nicht anstrengen müssen, auf gar keinen Fall!“. Der Vorsatz, das Leben auf hedonistische Weise als Müßiggänger zu genießen und dem Schönen zu widmen, durchzieht den gesamten Roman.
In Meersburg erkennt der Protagonist, dass Rollo dringend einen echten Freund bräuchte. Er erkennt aber auch, dass dieser sich mindestens zwei Wochen lang ständig um Rollo kümmern müsste. Der Erzähler hält aber schon die „ihn anstrengenden“ Symptome von Rollos akuter Krise kaum aus. Obwohl er erkennt, dass Rollo die Szene nicht überleben wird, lässt er ihn im Stich und stiehlt Rollos Porsche. Hier wird die auch schon hundert Jahre zuvor erkannte dunkle Seite des Ästhetizismus deutlich: sein Amoralismus. Dieser wurde vom älteren Hofmannsthal heftig kritisiert, der sich dem Sozialen zuwandte.

## Adaption
Am 14. April 2012 wurde im Schauspielhaus Hannover eine dramatisierte Fassung des Romans uraufgeführt.

## Fortsetzung
2021 erschien die Fortsetzung Eurotrash. In den ersten Zeilen heißt es: „Dazu muss ich außerdem sagen, daß ich vor einem Vierteljahrhundert eine Geschichte geschrieben hatte, die ich aus irgendeinem Grund, der mir nun leider nicht mehr einfällt, Faserland genannt hatte.“
Tobias Rüther bemerkte zu diesen stilistischen Mitteln der Autofiktion: „‚Eurotrash‘ wäre in diesem Sinne die Parodie einer Fortsetzung von ‚Faserland‘. Und die Wahrheit, welche sie enthüllt, dass Romane die Wirklichkeit abbilden, aber nicht die Wirklichkeit sind, selbst wenn sie wirkliche Elemente enthalten sollten.“

## Rezeption
Im 2019 erschienenen Roman Ich bin die, vor der mich meine Mutter gewarnt hat des Schweizer Autors Demian Lienhard werden einige Teile des in Zürich spielenden Kapitels 8 aus der Sicht der Ich-Erzählerin Alba Doppler geschildert, wobei auch das von Kracht offengelassene Ende von Faserland auserzählt wird. Dieser Version zufolge hätte sich der Ich-Erzähler von Faserland auf dem Zürichsee für den Freitod entschieden und wäre einige Tage später flussabwärts tot aufgefunden worden.